# Valdecoxibe
Valdecoxibe é um fármaco da classe dos analgésicos. Atua por inibição seletiva de ciclooxigenase do tipo 2 (COX-2) e pode ser indicado em casos de dores agudas, dismenorreia primária, artrite reumatoide e osteoartrites.
Foi aprovado pelo FDA em 20 de novembro de 2001. Todavia, em 2005, foi removido do mercado devido ao risco de morte decorrente de problemas cardíacos.